# Bhāsa

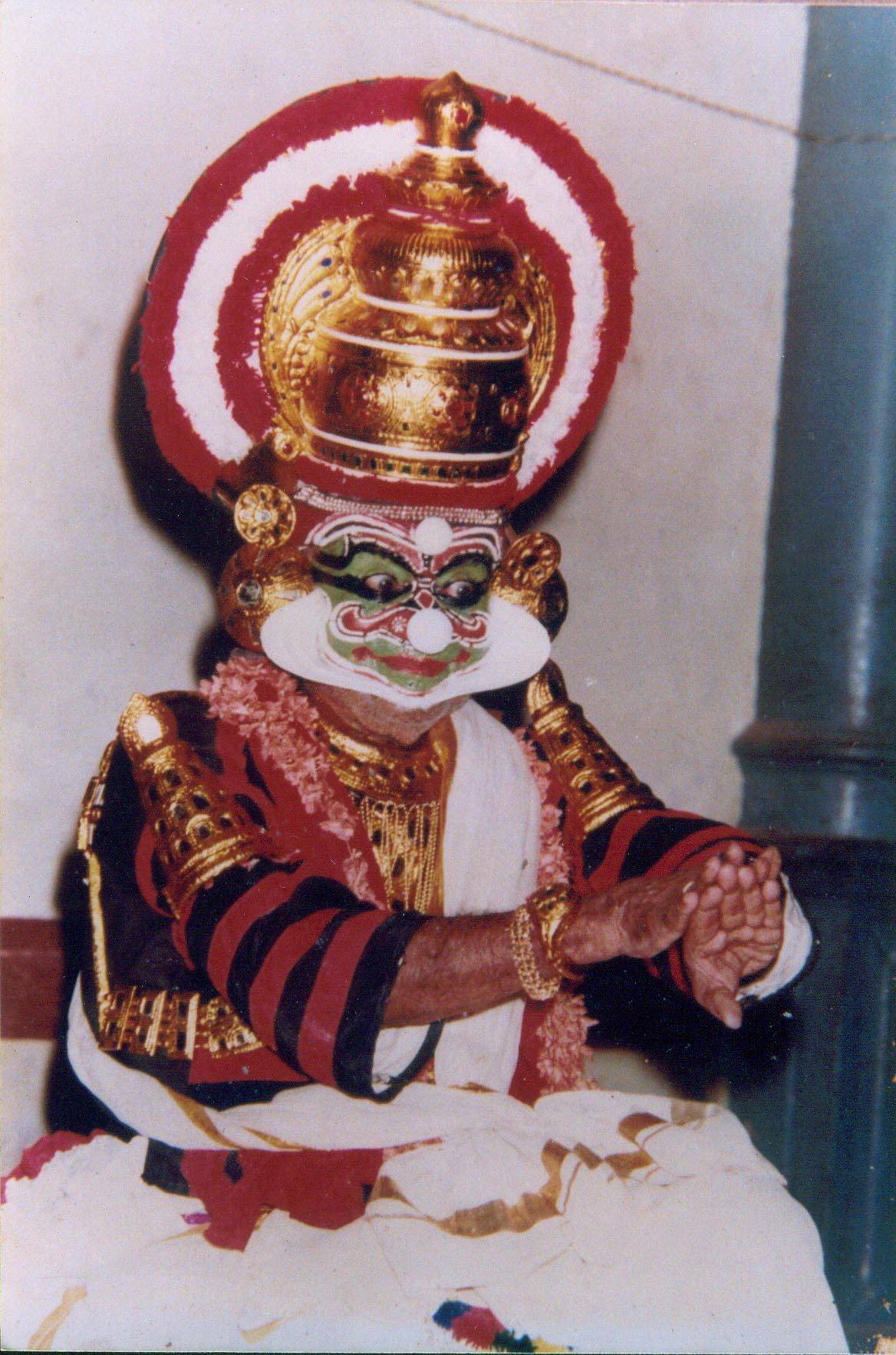
Mani Madhava Chakyar nella parte di Ravana

Bhāsa fu uno dei primi drammaturghi indiani in lingua sanscrita. Nella sua opera più conosciuta, Svapnavāsavadattā (“Il sogno di Vāsavadattā"), racconta di un re che perde e poi riconquista il suo regno per colpa di un usurpatore. La maggioranza dei suoi drammi sono adattamenti ingegnose di temi di eroismo e di amore romantico ispirati ai due grandi poemi epici indiani, il Rāmāyaṇa e il Mahābhārata. Bhāsa si discostò dalla drammaturgia tradizionale del tempo, raffigurante scene di battaglia e uccisioni sul palcoscenico. La sua influenza si può osservare nelle opere del grande drammaturgo Kālidāsa del V secolo, che consapevolmente imitò e migliorò alcuni dei motivi letterari di Bhasa.

## Scoperta delle sue opere
Nel 1912 Mahamahopadhyaya Ganapati Sastri rinvenne 13 opere sanscrite a Trivandrum che erano utilizzate nelle rappresentazioni di Koodiyattam, a differenza di altre rappresentazioni classiche, nessuno di questi menzionava l'autore ad eccezione del Svapna-vasavadatta.
Confrontando lo stile della scrittura e le tecniche impiegate in questi drammi basandosi sulla consapevolezza che il lavoro della Swapnavāsavadatta era di Bhasa, tutti furono accreditati a lui. Alcuni studiosi contestarono all'inizio la paternità di Bhasa su tutte le opere ma, nel corso degli anni, esse gli vennero gradualmente attribuite.

## Le opere[3]

### Opere basate sulRamayana
- Pratima-nataka: "Le statue"
- Abhisheka-natka: "L'incoronazione"

### Opere basate sulMahabharata
- Panch-ratra: "Le cinque notti"
- Madhyama-vyayoga: "La parte centrale"
- Duta-Ghattotkacha: "Ghattotkacha come inviato"
- Duta-Vakya: "Il messaggio dell'inviato"
- Urubhanga: "La gamba rotta"
- Karna-bhara: "Il fardello di Karna"
- Harivaṃśa o Bala-charita: "La dinastia di Hari o il racconto dell'infanzia"